# Princes et Princesses
Pour plus de détails, voir Fiche technique et Distribution.
Princes et Princesses est un film d'animation en théâtre d'ombres sorti en 2000. Ce film, réalisé par Michel Ocelot, est une compilation de six des huit épisodes de la série Ciné si, tous sortis en 1989.

## Synopsis
Un soir, dans un cinéma désaffecté, un garçon, une fille et un vieux projectionniste se réunissent. Tous trois inventent des histoires en se demandant : « Et si... ». Ils choisissent alors une époque et une région du monde, créent des personnages et se fabriquent des costumes grâce à une machine commandée par ordinateur. Une fois prêts, le garçon et la fille interprètent les rôles principaux dans l'histoire ainsi inventée.

### La Princesse des diamants
Au Moyen Âge, une princesse est ensorcelée par un monstre. Un prince devra, dans un temps dramatiquement court, trouver tous les diamants d'un collier pour la délivrer.

### Le Garçon des figues
Dans l'Égypte antique, un jeune paysan offre à la reine-pharaon Hatchepsout des figues qui ont mûri miraculeusement l'hiver sur son figuier. Jaloux, l'intendant du palais cherche à empêcher le paysan de bénéficier des faveurs de la reine.

### Le Château de la Sorcière
Au Moyen Âge, un roi offre la main de sa fille à quiconque entrera dans le château d'une sorcière. Les tentatives de plusieurs princes s'avèrent être des échecs. Un jeune paysan entre dans le château en demandant la permission d'entrer. La sorcière se révèle finalement peu menaçante, et le garçon décide de rester avec elle.

### Le Manteau de la vieille dame
Au Japon, à l'Époque d'Edo, un voleur veut dépouiller une vieille femme au manteau précieux, qui s'avère plus forte et retorse que le voleur l'avait anticipé.

### La Reine cruelle et le Montreur de Fabulo
Dans un univers de science-fiction, une reine soumet ses prétendants à une épreuve fatale : rester invisible aux yeux du méga-radar. Un montreur de Fabulo, se faisant passer pour un de ces animaux musiciens, s'abrite dans la chambre de la reine, et parvient à déjouer le piège.

### Prince et Princesse
Dans un parc romantique, un prince et une princesse s'embrassent et se transforment en animaux : crapaud, limace, éléphant, etc. Ils ne peuvent que continuer à s'embrasser pour sortir de ces transformations, jusqu'à l’inversion finale des rôles.

## Fiche technique
- Titre : Princes et Princesses
- Réalisateur : Michel Ocelot
- Scénario et dialogues : Michel Ocelot
- Musique originale : Christian Maire
- Création des décors : Bénédicte Galup, Lionel Kerjean, Inni Karine Melbye, Richard Mithouard, Michel Ocelot
- Producteurs : Didier Brunner, Jean-François Laguionie
- Sociétés de production : Canal+, CNC, La Fabrique, Les Armateurs, Salud Productions, Studio 0
- Société de distribution : Gebeka Films
- Langue : français
- Durée : 70 minutes
- Année de production : 1989
- Sortie : 20 janvier 2000

## Voix
- Arlette Mirapeu : la fille
- Philippe Cheytion : le garçon
- Yves Barsacq : le vieux projectionniste
- François Voisin : voix additionnelles

## Production
C'est grâce au succès de Kirikou et la Sorcière que ce film peut sortir au cinéma[réf. nécessaire]. Il est réalisé sur la base d'une série réalisée par Michel Ocelot pour la télévision en 1989, Ciné Si. La série compte huit contes, le long métrage en conserve six en les remaniant légèrement[précision nécessaire] pour le cinéma. Les deux épisodes qui ne sont pas repris sont Icare, seule histoire où la fille n'apparaît pas, et On ne saurait penser à tout.

## À propos du film

### Mise en abyme
Le principal décor du film est un cinéma abandonné, dans lequel un garçon, une fille et un vieux projectionniste s'imaginent des aventures. Le film est donc construit sur deux niveaux, un premier niveau de fiction (la salle de cinéma abandonnée) imbriquant d'autres fictions (les contes).

### Personnages
Les personnages travaillés par Michel Ocelot s'inspirent des caractéristiques des personnages de contes, dont il respecte ou détourne la structure. Le héros est ainsi souvent beau, courageux et intelligent, et s'affranchit des obstacles, parfois avec une aide extérieure, pour arriver à son but. La sorcière n'est ici pas méchante, mais au contraire cultivée et raffinée. C'est le regard qui est posé sur elle qui est problématique. La reine est cruelle et n'hésite pas à tuer ses prétendants ou ceux qui s'opposent à elle. On peut y trouver une préfiguration du personnage de Karaba dans Kirikou et la Sorcière : la reine comme Karaba sont finalement plus victimes que bourreaux.

### Technique
Le style du film, réalisé en ombres chinoises en papiers découpés, s'inspire du travail de Lotte Reiniger[réf. nécessaire].

## Adaptation
Le film a été adapté au théâtre par Legrand Bemba-Debert, metteur en scène et marionnettiste qui interprétait Kirikou dans le spectacle Kirikou et Karaba.

## Distinctions
- Prix Cinéma de la Société des auteurs et compositeurs dramatiques, Paris, 2000
- Prix Andersen, Festival International, Sestri Levante, Italie, 2000
- Premier Prix du Jury Enfants et du Jury Adultes, catégorie film d'animation, Festival international du film d'enfant de Chicago (en), Chicago, États-Unis, 2001
- Prix OCIC, Festival international de Cinéma pour l’Enfance et la Jeunesse de Mar del Plata, Argentine, 2001